# Pierpaolo molinengo
Pierpaolo Molinengo è un giornalista. collaboratore di Quifinanza e il Fatto Quotidiano
1. ↑   Pierpaolo Molinengo, Il Fatto Quotidiano, su Il Fatto Quotidiano, 19 agosto 2025. URL consultato il 19 agosto 2025.